# قطعنامه ۲۱۱۲ شورای امنیت
قطعنامه ۲۱۱۲ شورای امنیت سازمان ملل متحد سندی بین‌المللی دربارهٔ وضعیت در ساحل عاج است. این قطعنامه طی نشست شورای امنیت سازمان ملل متحد در تاریخ ۳۰ ژوئیه ۲۰۱۳ میلادی با ۱۵ رأی موافق، ۰ مخالف و ۰ ممتنع به تصویب رسید.